# Lot (departament)
Lot (wymowaⓘ, [lɔt]) – francuski departament położony w regionie Oksytania. Utworzony został podczas rewolucji francuskiej 4 marca 1790. Departament oznaczony jest liczbą 46.
Według danych na rok 2010 liczba zamieszkującej departament ludności wynosi 174 578 os. (33 os./km²); powierzchnia departamentu to 5217 km². Ośrodkiem administracyjnym (prefekturą) i największym miastem departamentu jest Cahors.
W 2023 roku w skład departamentu wchodziło 313 gmin (lista).

## Miejscowości
Największe miejscowości departamentu (w nawiasach liczba ludności w 2021 roku):

- Cahors (20 141)
- Figeac (9770)
- Gourdon (3946)
- Pradines (3584)
- Gramat (3482)
- Saint-Céré (3438)
- Souillac (3198)
- Prayssac (2460)
- Biars-sur-Cère (1973)
- Puy-l’Évêque (1900)
- Lalbenque (1858)
- Castelnau Montratier-Sainte Alauzie (1835)
- Montcuq-en-Quercy-Blanc (1812)
- Luzech (1771)
- Martel (1636)
- Le Vigan (1539)
- Bagnac-sur-Célé (1477)
- Bretenoux (1389)
- Sousceyrac-en-Quercy (1333)
- Labastide-Marnhac (1291)
- Vayrac (1291)
- Lacapelle-Marival (1281)
- Salviac (1205)
- Bellefont-La Rauze (1201)
- Cressensac-Sarrazac (1140)
- Mercuès (1130)
- Cajarc (1119)
- Capdenac (1091)
- Le Montat (1081)
- Bétaille (1067)
- Espère (1012)
- Puybrun (1003)